# Bengt Söderström (rallyförare)

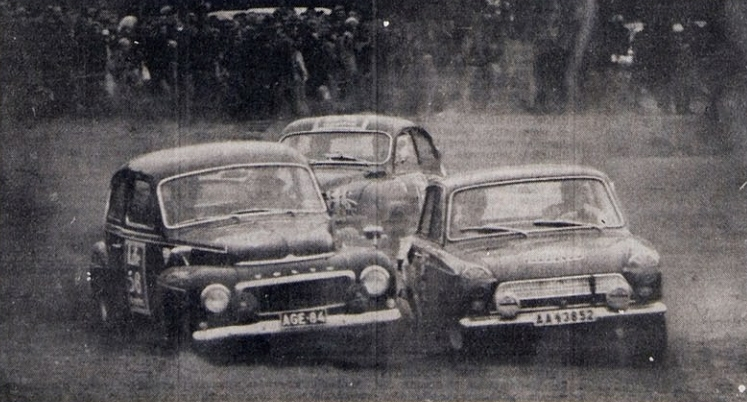
Söderström i Cortinan i kamp med Leo Kinnunen i PV:n och Simo Lampinen i Saaben i Finska rallyt.

Bengt Söderström, född 10 november 1933, död 24 augusti 2002, var en svensk rallyförare.
Bengt Söderström var framgångsrik i internationell rally under 1960-talet, med segrar i bland annat Svenska rallyt och RAC-rallyt. Han blev europamästare 1967.